# Schloss Mariakirchen

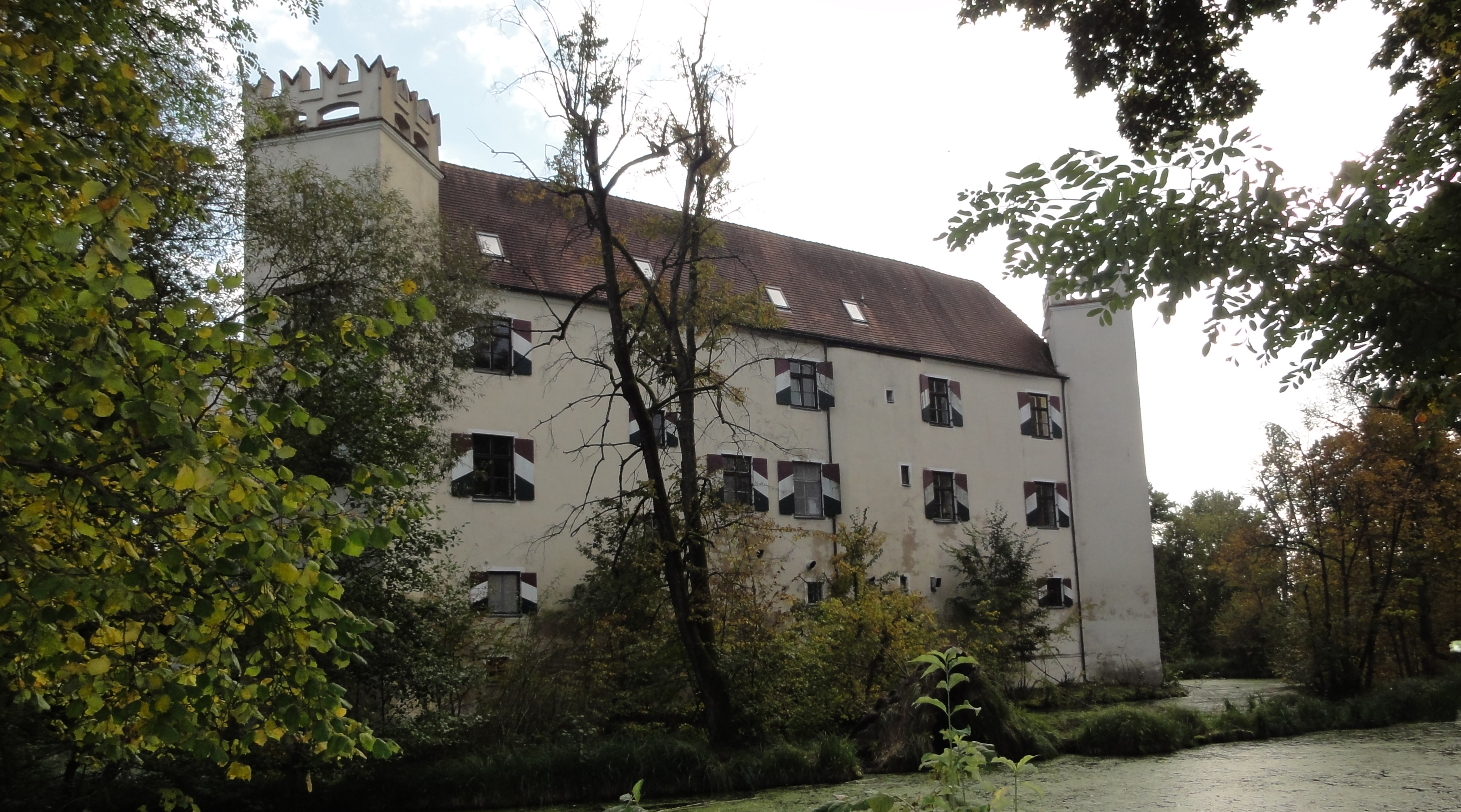
Blick zum Wasserschloss

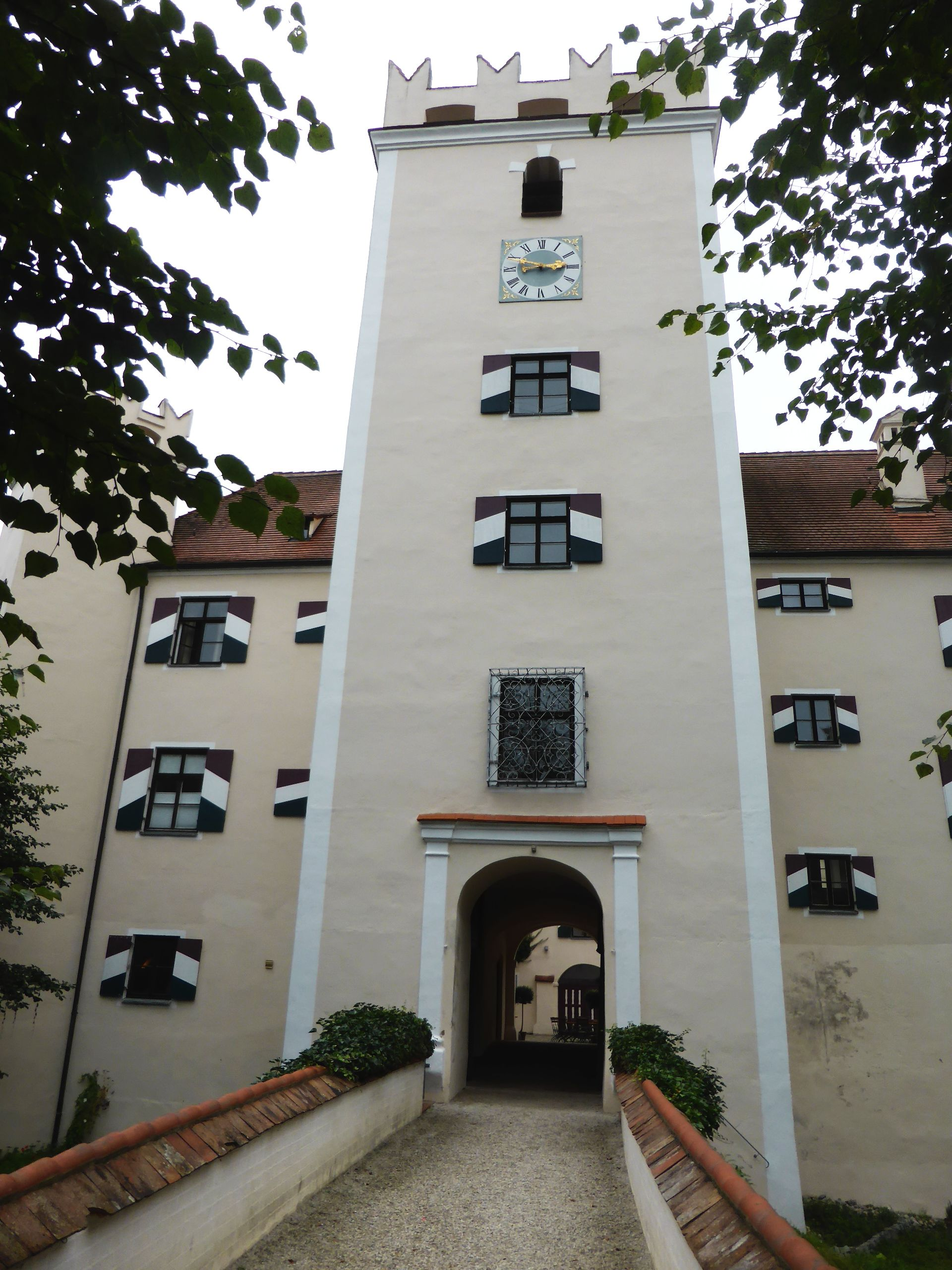
Schloss Mariakirchen, Torturm

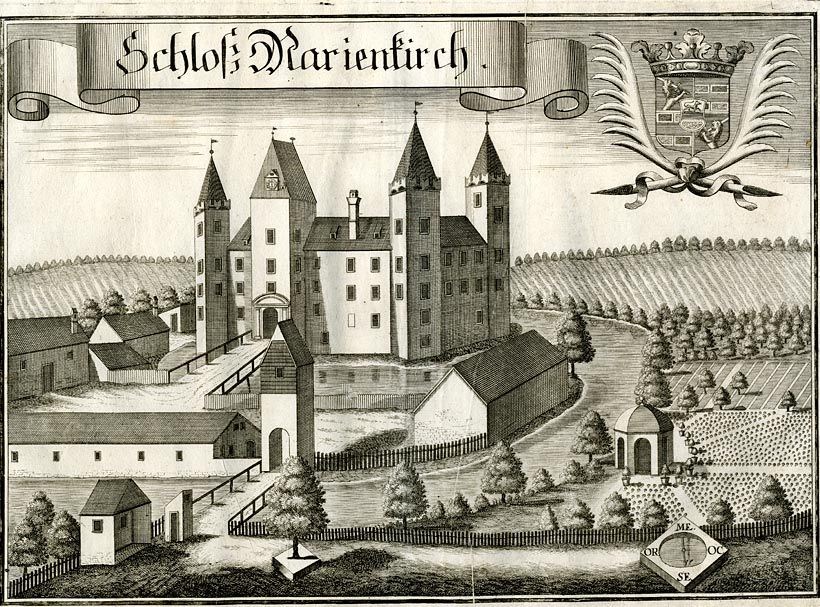
Michael Wening: Stich des Wasserschlosses um 1701

Das Schloss Mariakirchen ist eine Schlossanlage im Ort Mariakirchen des Marktes Arnstorf im Landkreis Rottal-Inn in Bayern. Das Gebäude ist unter der Aktennummer D-2-77-111-78 als denkmalgeschütztes Baudenkmal in die Bayerische Denkmalliste eingetragen. Zudem wird sie als Bodendenkmal unter der Aktennummer D-2-7443-0006 im Bayernatlas als „untertägige mittelalterliche und frühneuzeitliche Befunde im Bereich von Schloss Mariakirchen mit abgegangener Vorburg und barocker Gartenanlage“ geführt.

## Geschichte
Ein Ortsadelsgeschlecht ist in Mariakirchen urkundlich seit 1130 erwähnt und auch aus dem 12. bis 14. Jahrhundert bekannt. Im 14. Jahrhundert kam Mariakirchen an die Chamerauer. 1398 wird ein Ulrich Chamarauer hier genannt. 1453 kauften die Freiherren Alban und Hans von Closen die Hofmark von den Chamerauern. Georg von Closen und Barbara von Notthafft, die damaligen Besitzer, erbauten hier 1550 das Wasserschloss, so wie es auch noch in seiner heutigen Form existiert (bereits 1597 wird hier ein  schen wolerpauth Schloss erwähnt). Davon zeugt das in Stein gefasste Renaissance-Portal im Innenhof des Schlosses mit dem Ehewappen Closen-Nothaft. 1663 wurde die Hofmark von den Closen zu Haidenburg erworben. 1689 übte hier Franz Freiherr von Pfetten die Niedergerichtsbarkeit aus. Die Hofmark blieb bis 1810 in Händen der Familie Baron Pfetten. Freiherr von Pfetten, königlicher Kämmerer, verkaufte diese an Gotlieb von Gmeiner († 1820). Auf dem Erbweg kam Mariakirchen an die Familie Fallot unter der Bedingung eines Fideikommiss und der Annahme seines Familiennamens (Fallot von Gmeiner). Zwischen 1820 und 1848 war Mariakirchen ein Patrimonialgericht II. Klasse.
Ab 1848 war das Schloss im Besitz der Grafen von Deym.

## Schloss Mariakirchen einst und jetzt
Nach dem Stich von Michael Wening von 1721 war das Schloss ein dreigeschossiger Bau mit viergeschossigen, spitzdachgedeckten Türmen an den Seiten. Eine Brücke führte zu einem ebenfalls viergeschossiger Torturm mit einem rundbogigen Portal und einem Satteldach. Die Anlage war innerhalb eines weiteren Wassergrabens mit Wirtschaftsgebäuden ausgestaltet. Auch hier führte eine Brücke zu einem kleinen Torturm. Außerhalb der Anlage ist ein Park mit einem oktogonalen Pavillon zu erkennen.
Die Anlage des Mittelalters war eine Wasserburg mit einem doppelten Wassergraben, der aus der 360 Meter nördlich vorbeifließenden Kollbach gespeist wurde. Ein im Laufe der Jahrzehnte verschütteter Wassergraben wurde wieder durch eine neue Brücke freigelegt. Der zweite Wassergraben ist noch auf drei Seiten vorhanden. Die Schwalbenschwanzzinnen sind aus rezenter Zeit.

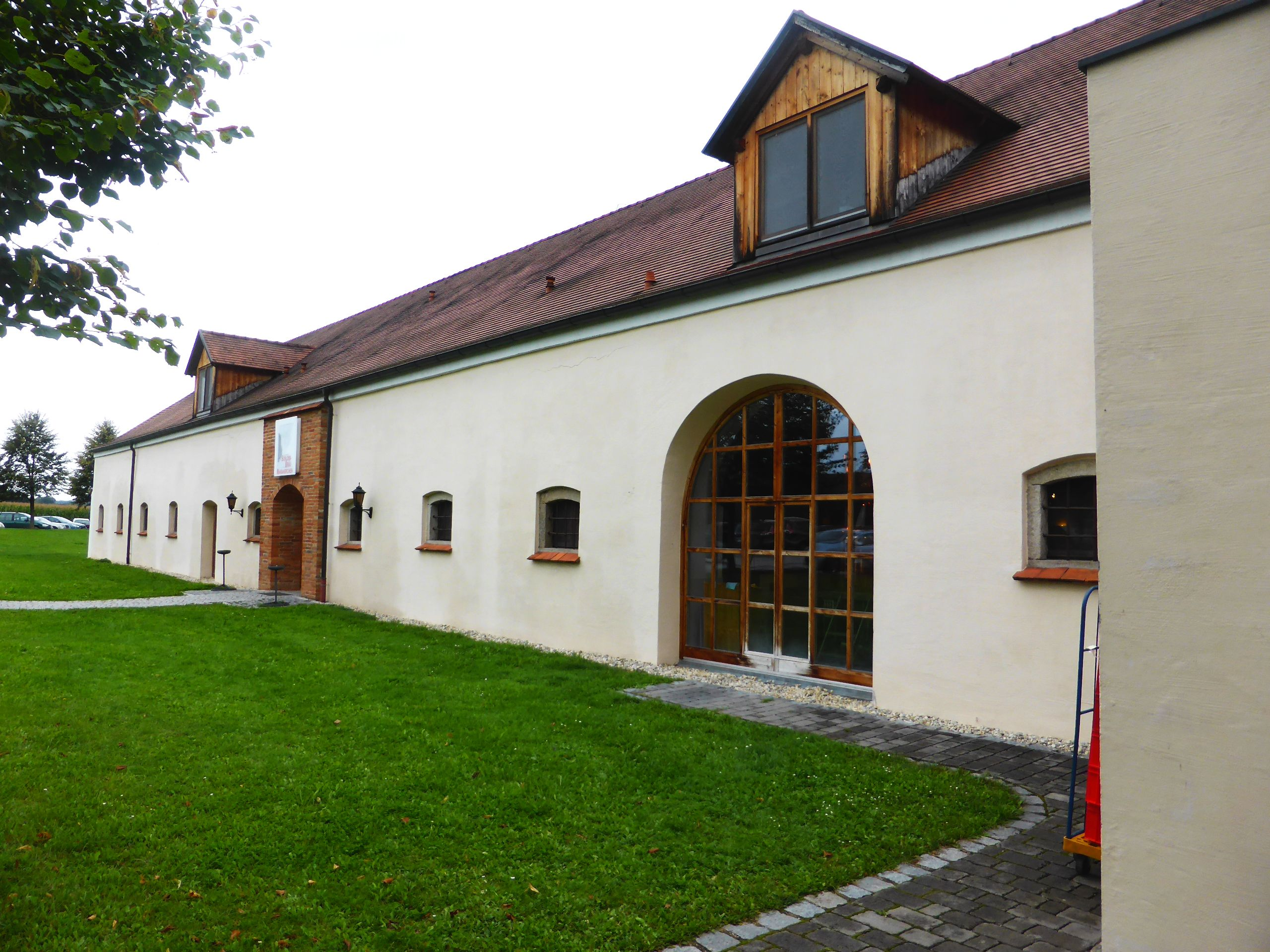
Schlossbräu Mariakirchen

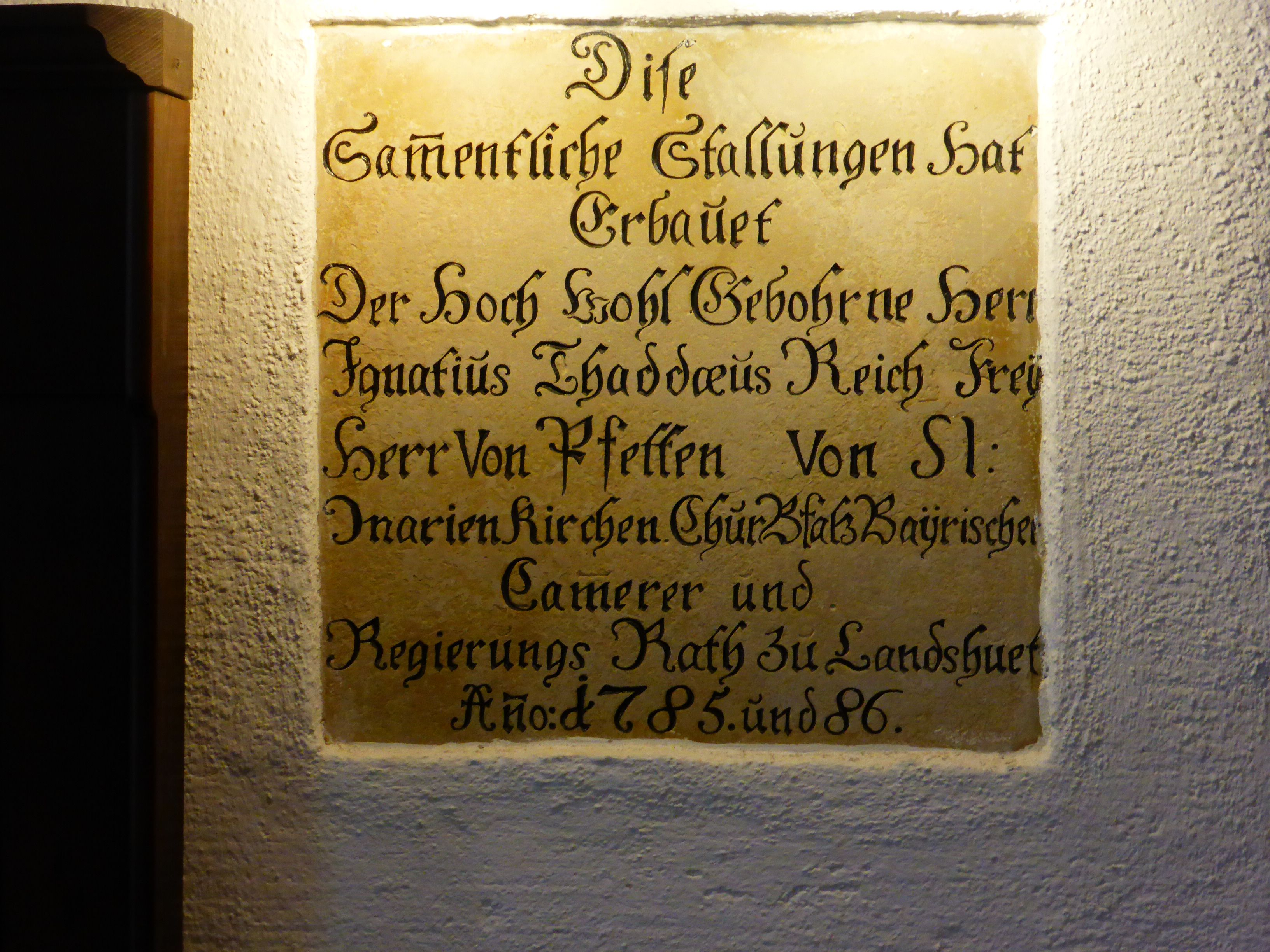
Gedenktafel an den Erbauer des heutigen Schlossbräugebäudes

2002 erwarb die Lindner AG aus Arnstorf das Wasserschloss. Die Schlossanlage mit dem Schlossbräu Mariakirchen wurde umfassend renoviert und das Schloss wieder zu neuem Leben erweckt. Es dient heute als Hotel, als Schulungszentrum und als Austragungsort für kulturelle Veranstaltungen. Im Rahmen der Europäischen Wochen finden im Schlossinnenhof, bei schlechtem Wetter im neu gestalteten Festsaal, Konzerte statt. In den ehemaligen Stallungen mit den vollständig renovierten Gewölben (1785 von Ignaz Thaddäus Reich, Freiherr von Pfetten erbaut) befindet sich heute eine Gastwirtschaft mit einer Wirtshausbrauerei. Daneben ist ein Gebäude zu einem Hotel umfunktioniert worden.
In Teilen des Schlossgebäudes ist der Campus Schloss Marienkirchen der Technischen Hochschule Deggendorf mit verschiedenen Instituten sowie auch eine Forschungsstelle der Tiroler Privatuniversität UMIT in Hall in Tirol untergebracht.